# Hydroporus angusi
Hydroporus angusi är en skalbaggsart som beskrevs av Nilsson 1990. Hydroporus angusi ingår i släktet Hydroporus och familjen dykare. Inga underarter finns listade i Catalogue of Life.